# دومينيك بريزيلي
دومينيك بريزيلي (بالإنجليزية: Dominic Breazeale)‏ (مواليد 24 أغسطس 1985) هو ملاكم أمريكي، مثّل بلاده في الألعاب الأولمبية الصيفية 2012.

## روابط خارجية
دومينيك بريزيلي على موقع بوكس ريك (الإنجليزية) (registration required)
- دومينيك بريزيلي على موقع أوليمبيديا (الإنجليزية)
- دومينيك بريزيلي على موقع اللجنة الأولمبية والبارالمبية الأمريكية (الإنجليزية)